# Apsis

Punkterna 1 och 2 är apsis. 1 är apoapsis och 2 är periapsis.

Apsis, plural apsides, är den punkt i en himlakropps omloppsbana då den befinner sig närmast masscentrum (periapsis) eller längst bort från samma masscentrum (apoapsis).
För kroppar som rör sig kring jorden kallas dessa punkter perigeum och apogeum. För kroppar i omloppsbana kring solen kallas de perihelium och aphelium. Motsvarande termer för omloppsbanor runt andra stjärnor är periastron och apoastron.

## Jordens perihelium och aphelium
| År   | Perihelium | Perihelium | Aphelium | Aphelium  |
| ---- | ---------- | ---------- | -------- | --------- |
| År   | Datum      | Tid (UTC)  | Datum    | Tid (UTC) |
| 2007 | 3 januari  | 20:00      | 7 juli   | 00:00     |
| 2008 | 3 januari  | 00:00      | 4 juli   | 08:00     |
| 2009 | 4 januari  | 15:00      | 4 juli   | 02:00     |
| 2010 | 3 januari  | 00:00      | 6 juli   | 11:00     |
| 2011 | 3 januari  | 19:00      | 4 juli   | 15:00     |
| 2012 | 5 januari  | 00:00      | 5 juli   | 03:00     |
| 2013 | 2 januari  | 05:00      | 5 juli   | 15:00     |
| 2014 | 4 januari  | 12:00      | 4 juli   | 00:00     |
| 2015 | 4 januari  | 07:00      | 6 juli   | 19:00     |
| 2016 | 2 januari  | 23:00      | 4 juli   | 16:00     |
| 2017 | 4 januari  | 14:00      | 3 juli   | 20:00     |
| 2018 | 3 januari  | 06:00      | 6 juli   | 17:00     |
| 2019 | 3 januari  | 05:00      | 4 juli   | 22:00     |
| 2020 | 5 januari  | 08:00      | 4 juli   | 12:00     |
| 2021 | 2 januari  | 14:00      | 5 juli   | 23:00     |
| 2022 | 4 januari  | 07:00      | 4 juli   | 07:00     |
| 2023 | 4 januari  | 16:00      | 6 juli   | 20:00     |
| 2024 | 3 januari  | 01:00      | 5 juli   | 05:00     |
| 2025 | 4 januari  | 13:00      | 3 juli   | 20:00     |
| 2026 | 3 januari  | 17:00      | 5 juli   | 18:00     |
| 2027 | 3 januari  | 03:00      | 5 juli   | 05:00     |
| 2028 | 5 januari  | 12:00      | 3 juli   | 22:00     |
| 2029 | 2 januari  | 18:00      | 6 juli   | 05:00     |